# Phyllangia granulata
Espèce
Statut CITES
Phyllangia granulata est une espèce de coraux de la famille des Caryophylliidae.

## Répartition et habitat
Phyllangia granulata se trouve principalement dans l'Atlantique Sud. Elle forme des sédiments marins peu profonds, constituant ainsi un habitat benthique marin.

## Caractéristiques biologiques
Cette espèce de cnidaires possède un endosquelette et est classée comme azooxanthellate, ce qui signifie qu'elle ne dépend pas des zooxanthelles pour sa nutrition. Elle se caractérise également par une reproduction à la fois asexuée et sexuée.

## Statut de conservation
Phyllangia granulata est listée dans l'Annexe II de la CITES, ce qui indique que son commerce doit être étroitement contrôlé pour éviter les menaces potentielles à son existence.

## Structure sociale
Cette espèce est coloniale, impliquant la formation de colonies d'individus physiquement connectés et interdépendants.

## Système sensoriel
La présence de cellules photoréceptrices suggère une capacité à percevoir la lumière, bien que les détails de ce système sensoriel soient encore à explorer.